# Веселин Бешевлиев
Веселин Иванов Бешевлиев е български историк, епиграф и филолог. Член-кореспондент на Българската академия на науките е от 1941 г. Автор е на Първобългарски надписи (1935–36).

## Биография
Роден е на 25 март 1900 г. в София в семейството на Иван Бешевлиев и Софка. Следва история и славянска филология в Софийския университет (1919–1920) и класическа филология в Германия — Хале, Йена и Вюрцбург (1920–1925), където завършва с докторат. Асистент (1925–1929), доцент (1929–1933) и извънреден професор по класическа филология в Софийския университет (1933–1944). Действителен член на Българския археологически институт (1933), член-кореспондент на БАН (1941). Ръководител на секция Епиграфика при Археологическия институт и музей при БАН (1958–1964) и на секция Етногенезис на балканските народи и историческа география на Балканите при Института за балканистика при БАН (1964–1972). Член на Унгарското ориенталско дружество. Носител на Хердерова награда през 1972 година. Действителен член на Саксонската академия на науките от 1974 година. Умира през 1992 г. в София.

### Курсове в Софийския университет
- Историческа граматика на старогръцкия език
- История на старогръцкия език
- Александрийска литература
- Новогръцки език

## Памет
На Веселин Бешевлиев е наречена улица в квартал „Суходол“ в София (Карта).